# Theodoor Hendrik Van de Velde
Pour les articles homonymes, voir Van de Velde.
Le gynécologue néerlandais Theodoor Hendrik van de Velde (1873 – 1937) commença ses études de médecine aux facultés de Leyde Leiden et d'Amsterdam, et par la suite se fit un certain renom comme directeur de la clinique gynécologique de Haarlem. En 1899, il épousa Henrietta van de Velde-ten Brink, mais son mariage fut un échec et, dix ans plus tard, il tomba amoureux d'une de ses patientes, Martha Breitenstein-Hooglandt, une femme de la bonne société, mariée, et de huit ans sa cadette. Contraint par le scandale à renoncer à sa pratique, il finit par s'installer à Locarno après avoir obtenu le divorce d'avec sa première épouse.
Son livre Het volkomen huwelijk, (Le Mariage Parfait) publié en 1926 le rendit sur-le-champ célèbre dans le monde entier, car il s’y faisait l’avocat d’une bonne connaissance de la sensualité dans la vie érotique. En Allemagne, Die vollkommene Ehe atteignit sa quarante-deuxième édition en 1932 bien qu’il eût été placé dans l'Index librorum prohibitorum, c’est-à-dire la liste de livres interdits par l'Église romaine. En Suède, pays protestant et socialiste, Det fulländade äktenskapet s’est largement répandu, bien que considéré comme pornographique et déconseillé aux jeunes lecteurs jusque dans les années 1960.